# João da Costa Rodrigues
João da Costa Rodrigues (Vila Rica, 1748 – ?, ?) era dono de estalagem em Varginha do Lourenço, a meio caminho entre Ouro Branco e Carijós, na ocasião da Inconfidência Mineira. Envolvido no caso, foi condenado à morte, pena comutada em degredo na África.
Seus restos mortais foram enterrados no Museu da Inconfidência.